# Cezais
Cezais és un municipi francès situat al departament de Vendée i a la regió de País del Loira. L'any 2007 tenia 318 habitants.

## Demografia

### Població
El 2007 la població de fet de Cezais era de 318 persones. Hi havia 124 famílies de les quals 32 eren unipersonals (20 homes vivint sols i 12 dones vivint soles), 44 parelles sense fills i 48 parelles amb fills.
La població ha evolucionat segons el següent gràfic:
Habitants censats

### Habitatges
El 2007 hi havia 154 habitatges, 129 eren l'habitatge principal de la família, 16 eren segones residències i 9 estaven desocupats. Tots els 153 habitatges eren cases. Dels 129 habitatges principals, 101 estaven ocupats pels seus propietaris, 23 estaven llogats i ocupats pels llogaters i 5 estaven cedits a títol gratuït; 1 tenia dues cambres, 19 en tenien tres, 30 en tenien quatre i 79 en tenien cinc o més. 110 habitatges disposaven pel capbaix d'una plaça de pàrquing. A 52 habitatges hi havia un automòbil i a 68 n'hi havia dos o més.

### Piràmide de població
La piràmide de població per edats i sexe el 2009 era:
| Homes | Edats   | Dones |
| ----- | ------- | ----- |
| 0     | 95 o +  | 0     |
| 0     | 90 a 94 | 0     |
| 0     | 85 a 89 | 0     |
| 4     | 80 a 84 | 8     |
| 16    | 75 a 79 | 8     |
| 0     | 70 a 74 | 16    |
| 16    | 65 a 69 | 8     |
| 0     | 60 a 64 | 8     |
| 0     | 55 a 59 | 4     |
| 4     | 50 a 54 | 0     |
| 16    | 45 a 49 | 12    |
| 8     | 40 a 44 | 16    |
| 4     | 35 a 39 | 0     |
| 28    | 30 a 34 | 8     |
| 12    | 25 a 29 | 4     |
| 8     | 20 a 24 | 4     |
| 16    | 15 a 19 | 16    |
| 8     | 10 a 14 | 8     |
| 8     | 5 a 9   | 8     |
| 4     | 0 a 4   | 8     |

## Economia
El 2007 la població en edat de treballar era de 194 persones, 158 eren actives i 36 eren inactives. De les 158 persones actives 142 estaven ocupades (82 homes i 60 dones) i 16 estaven aturades (8 homes i 8 dones). De les 36 persones inactives 14 estaven jubilades, 11 estaven estudiant i 11 estaven classificades com a «altres inactius».

### Ingressos
El 2009 a Cezais hi havia 127 unitats fiscals que integraven 318 persones, la mediana anual d'ingressos fiscals per persona era de 14.265 €.

### Activitats econòmiques
Dels 9 establiments que hi havia el 2007, 1 era d'una empresa alimentària, 4 d'empreses de construcció, 2 d'empreses de comerç i reparació d'automòbils, 1 d'una empresa d'hostatgeria i restauració i 1 d'una empresa de serveis.
Dels 3 establiments de servei als particulars que hi havia el 2009, 1 era un paleta, 1 fusteria i 1 lampisteria.
L'any 2000 a Cezais hi havia 21 explotacions agrícoles que ocupaven un total de 1.003 hectàrees.

## Equipaments sanitaris i escolars
El 2009 hi havia una escola elemental.

## Poblacions més properes
El següent diagrama mostra les poblacions més properes.